# Bart, la madre
Bart the Mother, llamado Bart, la madre en España e Hispanoamérica, es el tercer episodio de la décima temporada de la serie animada Los Simpson, emitido originalmente el 27 de septiembre de 1998. El episodio fue escrito por David X. Cohen y dirigido por Steven Dean Moore. Phil Hartman fue la estrella invitada, interpretando al personaje de Troy McClure (siendo la última vez que aparece con su voz original, debido al fallecimiento del actor, meses antes del estreno de este episodio).

## Sinopsis
El episodio comienza cuando, una mañana, Homer reúne a toda su familia para entregarle el correo, aunque solo consiste en una carta para Marge. El sobre contiene una invitación para que sus hijos aparezcan en un libro, lo cual era un truco para conseguir clientes. Pese a que Lisa trata de hacérselo ver, Marge decide llevar a toda la familia a un Centro Familiar de Diversión. 
Al llegar, deciden conducir carritos, y Marge observa que Nelson golpea peligrosamente a Milhouse. Más tarde, cuando va a canjear los cupones obtenidos en los juegos por un premio, Nelson elige un rifle e invita a Bart a su casa para probarlo. Marge le prohíbe terminantemente ir, aunque el niño no le obedece. En la casa de Nelson, este provoca a Bart para que le dispare a un pájaro que se encontraba en su nido; aunque Bart desvía el arma, mata al ave. 
Cuando Marge se entera de que Bart está en la casa de Nelson va a buscarlo, pero al ver el pájaro muerto y luego de darse cuenta de que Bart era el culpable, se decepciona y decide desvincularse de él. Bart, sintiendo lástima por los huevos que habían quedado en el nido sin su madre, decide llevárselos a su casa. Luego, instala una bombilla de luz sobre una caja de cartón y protege a los futuros pájaros de la lluvia y de todo lo que pudiera afectarles. Marge finalmente descubre que el niño trama algo, pero al darse cuenta de lo que es, lo perdona y decide ayudarlo. Poco después los huevos comienzan a romperse, pero para sorpresa de todos no son pájaros los que nacen, sino una especie de reptiles sin pico ni plumas.  
Bart decide llevar a sus nuevas mascotas a la Sociedad de Observadores de Aves de Springfield para descubrir qué clase de animales son, y allí Seymour Skinner les informa que eran conocidas como lagartijas de árbol bolivianas. Estos animales comían los huevos de las aves cuando la madre se descuidaba, y luego los intercambiaba por crías de su propia especie. Al nacer, las lagartijas también devoraban a la madre. Para evitar la expansión de la plaga, Skinner decide terminar con las lagartijas, pero Bart le dice a Marge que al haberlas empollado se había encariñado con ellas, por lo que ella le permite huir. Sin embargo, el niño pronto es acorralado en la azotea del edificio, en donde Skinner provoca que los reptiles caigan al vacío.
Para sorpresa de todos, las lagartijas muestran unas aletas que les permiten volar y aterrizar cómodamente en la calle. Skinner le dice a Bart que había traído un mal terrible a la ciudad, pero finalmente resulta ser beneficioso, ya que las lagartijas son depredadores de palomas (o "ratas emplumadas"). Bart recibe como premio del alcalde Joe Quimby una vela aromática.